# 菁埔 (新北市)
菁埔，是台灣新北市林口區的一個地名，也是全區行政中心所在地，位於該區東南部，範圍大致包括東林里、林口里、西林里、東勢里婦幼公園以北部分、仁愛里東北端、湖南里東北角、中湖里、湖北里、菁湖里。

## 歷史
台灣清治末期至日治前期，菁埔地區為一街庄，稱為「菁埔庄」，隸屬於八里坌堡。該庄北與瑞樹坑庄、大平嶺庄、下罟仔庄、長道坑庄為鄰，東與五股坑庄、石土地公庄、水碓庄為鄰，南邊為大窠坑庄，西邊為南勢埔庄、小南灣庄、大南灣庄。
日治大正九年（1920年），該庄改制為「菁埔」大字，隸屬於臺北州新莊郡林口庄，大字下有「樹林口」、「菁埔」、「中湖」、「湖子」、「後湖」、「東湖」、「漳州寮」、「新寮」、「三塊厝」、「粉寮」、「水尾」小字名。戰後林口庄改制為林口鄉，隸屬於臺北縣，大字亦改制為村。2010年12月臺北縣改制為新北市，林口鄉改制為林口區，村改制為里。

## 交通
縣道105號大致以東北－西南走向穿越菁埔地區中部，往東北可前往八里，往西南可前往龜山。
縣道106號大致以東南－西北走向穿越菁埔地區中部，往東南可前往泰山、新莊、新海橋、板橋、中和、新店、深坑、石碇、平溪及瑞芳等地，往西北可前往下福。
縣道108號大致以東北－西南向穿越菁埔地區，往北轉東南可前往五股、三重，往西南可前往蘆竹。

## 學校
- 醒吾科技大學
- 國立臺灣師範大學林口校區
- 林口高中
- 佳林國中
- 林口國小

## 運動設施
- 林口高爾夫球場（部分）

## 宗教場所

### 道教及民間信仰
- 竹林山觀音寺－主祀十八手觀音
- 林口贊天宮－主祀天上聖母
- 雷興寺仙公廟－主祀孚佑帝君
- 林口永善寺－主祀觀音佛祖、文武大眾老爺
- 鳳陽寺－主祀九龍觀世音菩薩

#### 土地公廟
- 竹林山寺五湖福德宮
- 林口里舊街東福宮
- 林口里新林福德宮
- 西林里舊街西福宮
- 西林里東湖福德宮
- 東林里東林福德宮
- 東林里東泰宮
- 菁湖里三益宮
- 湖北里湖子賜福宮
- 湖北里後湖福德宮
- 湖北里陳氏宗親捐建土地公廟
- 中湖里中湖福德宮
- 中湖里菁埔福德宮
- 中湖里松柏腳福德宮

#### 孤魂信仰
- 中湖里中湖萬善堂

### 佛寺
- 竹林禪院